# Eurykles von Sparta
Eurykles (altgriechisch Εὐρυκλῆς Euryklḗs; † wohl vor 2 v. Chr.) bzw. Gaius Iulius Eurykles war ein Dynast in Sparta, der nach einer Anklage von Kaiser Augustus verbannt, aber nach seinem Tod rehabilitiert wurde.

## Leben
Eurykles entstammte als Sohn des Lachares einer führenden spartanischen Familie, die ihre Herkunft von den Dioskuren ableitete. Der römische Triumvir Marcus Antonius ließ Lachares wegen Piraterie hinrichten. Daher war Eurykles gegen Antonius feindlich eingestellt und stand 31 v. Chr. als höchster Beamter Spartas bei der sich in Griechenland abspielenden kriegerischen Auseinandersetzung der Triumvirn um die Alleinherrschaft im Römischen Reich auf der Seite Octavians, des späteren Kaisers Augustus. Nachdem Antonius und dessen Geliebter Kleopatra in der entscheidenden Seeschlacht bei Actium der Durchbruch durch die feindliche Flotte gelungen war, gehörte Eurykles mit seinen Schiffen zu den Verfolgern des Paares und hatte mit diesem auf hoher See Feindberührung. Allerdings gelang Antonius und Kleopatra die Flucht nach Ägypten. Eurykles wurde das römische Bürgerrecht verliehen und er führte seither den Namen Gaius Iulius Eurykles. Er erhielt eine herrscherähnliche Position in Sparta und durfte die 10 Kilometer vor der Südostspitze der Peloponnes gelegene Insel Kythera in Besitz nehmen.
Um 8 v. Chr. besuchte Eurykles Herrscherresidenzen des Orients, hielt sich u. a. bei Herodes dem Großen auf und verschlimmerte noch den Konflikt des jüdischen Königs mit dessen Söhnen. Er verließ Judäa, nachdem er von Herodes 50 Talente erhalten hatte, verstand es dann, sich auch die Gunst des Königs von Kappadokien, Archelaos, zu verschaffen und strich an dessen Hof durch ähnliche Intrigen wie bei Herodes erneut reichlichen Ertrag ein. Nachdem er in seine Heimat zurückgekehrt war, betätigte er sich als Bauherr und ließ etwa ein Gymnasion in Sparta sowie das ansehnlichste der zahlreichen Bäder Korinths errichten. Athen erwies ihm durch die Aufstellung einer Statue eine Ehrung.
Eurykles schuf sich allerdings auch Feinde, zu denen u. a. ein Nachfahre des spartanischen Feldherrn Brasidas gehörte. So sah Eurykles sich zwei Anklagen bei Augustus ausgesetzt. Es wurde ihm vorgeworfen, den Frieden in Achaia gestört, Staseis ausgelöst und Städte ausgeraubt zu haben. Nach dem zweiten Prozess musste er auf Befehl des Princeps in die Verbannung gehen. Er starb vermutlich vor 2 v. Chr. Einige Zeit danach erfolgte seine Rehabilitation, so dass später ein ihm zu Ehren Eurykleia genanntes Fest in der lakonischen Hafenstadt Gytheion und in Sparta veranstaltet wurde.
Ein Sohn des Eurykles, Gaius Iulius Laco, konnte eine ähnliche Position wie sein Vater einnehmen. Auch in den nächsten Generationen blieb Eurykles’ Nachkommenschaft ein in Sparta führendes, mit der Dynastie von Kommagene verwandtschaftlich verknüpftes Geschlecht, das erst unter Nero seine dominierende Stellung in der Stadt verlor.